# Всемирная организация пляжного футбола
Всемирная организация пляжного футбола (англ. Beach Soccer Worldwide, BSWW) — спортивная организация, которая ответственна за распространение и рост пляжного футбола. Она является партнером-основателем официальных правил пляжного футбола в 1992 году и признанной организацией, которая играет важную роль в содействии распространению пляжного футбола во всём мире.
BSWW организует турниры по всему миру, но в основном в Европе, по этому виду спорта. Они основали чемпионат мира по пляжному футболу, а также тур состоящий из отдельных этапов 2010 Beach Soccer Worldwide Tour. BSWW является партнером FIFA, FIFA Beach Soccer S.L. и с 2005 года совместно управляет официальным ФИФА Чемпионатом Мира по Пляжному Футболу (FIFA Beach Soccer World Cup).

## Рейтинг BSWW
BSWW рейтинг рассчитывается среди национальных сборных для того, чтобы создать рейтинговую таблицу и определить наиболее успешную команду. С 2014 года организация обновила формулу рейтинга. Теперь составляется ежегодный и ежемесячный рейтинг, как мировой, так и для каждой конфедераций.